# Store Styggedalstind
Der Store Styggedalstind ist ein Berg im Gebirgszug Hurrungane, dem südwestlichen Teil des Gebirges Jotunheimen. Er ist Teil des Gebirgsrückens Styggedals- og Skagastølsryggen und liegt in der norwegischen Kommune Luster, Provinz (Fylke) Vestland. Mit 2387 moh. ist die Ostspitze die vierthöchste Erhebung Norwegens. Die Westspitze erreicht eine Höhe von 2382 moh. Der Berg setzt sich aus Gabbro-Gestein zusammen. In der Kommune Luster liegt mit Store Skagastølstind allerdings ein noch höherer Berg.
Im Jahr 1883 wurde der Store Styggedalstind erstmals vom dänischen Bergsteiger Carl Hall und dessen norwegischem Führer Mathias Soggemoen bestiegen. Bestiegen werden kann der Berg sowohl von der Ost- als auch der Westseite.